# 위기의 남자 (1992년 드라마)
《위기의 남자》는 1992년 4월 29일부터 1992년 6월 18일까지 방영된 KBS 2TV 수목 미니시리즈이다.
이 드라마는 다섯 명의 작가가 각각 2회씩 집필하여 모두 5가지 에피소드로 구성되어 있는데, 〈그의 실종〉에 이어 〈절벽〉, 〈유실〉, 〈단술과 보쌈〉, 〈아침바다 갈매기〉, 〈황혼〉, 〈호랑나비의 꿈〉, 〈상실의 시대〉 등으로 매주 차례대로 방영되었다.

## 등장 인물
- 조선묵
- 김청
- 이형준
- 김인문
- 정운용
- 김창숙
- 이신재
- 백인철
- 홍성민
- 정진
- 사미자
- 이종남
- 노영화
- 정승호
- 선우은숙
- 서영진
- 이한수
- 장영아
- 남성훈
- 정애리
- 김자옥
- 김병기
- 반효정
- 이신재
- 홍영자
- 여운계
- 이원발
- 박진성
- 김현주
- 신소영
- 김미영
- 윤덕용
- 설경구